# Екзит-пол
Опи́тування на ви́ході (екзитпо́л, екзитпул, від англ. exit poll) або післяви́борче опи́тування — опитування виборців, що проводиться соціологічними службами на виході з виборчих дільниць (англ. polling station) у день голосування, з метою прогнозування його результатів до часу оголошення офіційних даних виборчими комісіями.
Виборців опитують на умовах нерозголошення. Виходячи з припущення, що більшість відповідає правдиво, дані таких опитувань використовують для порівняння з офіційно оприлюдненими результатами голосування. У день виборів дані опитування широко висвітлюються на телебаченні та у пресі. Екзит-пол у жодному разі не слід ототожнювати з паралельним підрахунком голосів виборців на виборах.

## Екзит-поли в Україні
Традиція проводити екзит-поли на виборах була запроваджена в Україні Фондом «Демократичні ініціативи» 1998 року і вперше таке опитування проведено 29 березня на парламентських виборах. Ідея виникла у процесі співпраці Фонду «Демократичні ініціативи» з колегами з фірми «QEV-Analytics» (США).

### 1-й екзит-пол (парламентські вибори 1998 року)
Проведений спільними зусиллями Фонду «Демократичні ініціативи» та Фірми «Соціс», яка відповідала за всі аспекти польової роботи. Консультувала перебіг екзит-полу соціолог Елегія Скочиляс із фірми «QEV-Analitycs» (США). Результати опитування виявились досить близькими до результатів виборів і дали змогу назвати заздалегідь вісім партій і блоків, які подолали 4-відсотковий бар'єр і потрапили до парламенту.

### 2-й і 3-й екзит-поли (президентські вибори 1999 року)
Організований Фондом «Демократичні ініціативи» у першому та другому турах президентських виборів 1999 року спільно з трьома українськими соціологічними службами — КМІС, Фірмою «Соціс» та Центром «Соціальний моніторинг». Результати опитування збіглися з офіційними з великою точністю.

### 4-й екзит-пол (парламентські вибори 2002 року)
Організований «Демократичними ініціативами» на парламентських виборах 31 березня 2002 року, проведений тими ж самими соціологічними фірмами, що й на президентських виборах 1999 року — КМІС, Фірмою «Соціс» та Центром «Соціальний моніторинг». Результати ЦВК виявилися надзвичайно подібними до результатів екзит-полу і засвідчили, що перемогу здобув Блок «Наша Україна».

### 5-й, 6-й і 7-й екзит-поли (президентські вибори 2004 року)
Фонд «Демократичні ініціативи» організував три екзит-поли — 31 жовтня (І тур виборів), 21 листопада (II тур виборів) і 26 грудня (переголосування II туру виборів). У процесі першого туру два учасники консорціуму з проведення Національного екзит-полу'2004 — центр «Соціс» і «Соціальний моніторинг» отримали результати опитування, які розходилися із іншими учасниками консорціуму. Після першого туру директор фонду «Демократичні ініціативи» Ілько Кучерів звинуватив «Соціс» і «Соціальний моніторинг» у «спотворенні результатів опитування з метою маніпулювання громадською думкою і досягнення політтехнологічного результату».
Під час другого туру виборів опитування провели Київський міжнародний інститут соціології і Центр Разумкова. Результати екзит-полу, проведеного під час другого туру виборів, показали, що Ющенко переміг Януковича на 11 %, і стали однією з передумов Помаранчевої революції. Під час другого туру президентських виборів було виявлено значні розбіжності між отриманим вислідком та офіційними підсумками виборів. Згодом справу було розглянуто у Верховному суді України та встановлено факти порушень.

### 8-й екзит-пол (парламентські вибори 2006 року)
Дані восьмого екзит-полу (26 березня 2006 року) «Демократичних ініціатив» у складі Консорціуму, до якого також входили КМІС і Центр Разумкова, відрізнялися від офіційних результатів виборів не більш ніж на 1,1 %. Цей екзит-пол дав експертам підстави вважати, що під час парламентських виборів 2006 року не було фальсифікацій, які могли б суттєво змінити результати голосування.

### 9-й екзит-пол (парламентські вибори 2007 року)
Відбувся у день позачергових виборів до Верховної Ради України 30 вересня 2007 року. Про бажання провести екзит-поли під час виборів-2007 заявило аж чотири організації. Про свій намір провести власний екзит-пол оголосив телеканал ICTV, який замовив цю роботу європейському агентству з маркетингових досліджень TNS та американським компаніям PSB і Public Strategies. Власні дослідження також запланували провести соціологічна компанія R&B та фірма «Соціовимір».
Консорціум «Національний екзит-пол'2007», до якого увійшли Фонд «Демократичні ініціативи», КМІС та Центр Разумкова, виступив з ініціативою до організаторів інших екзит-полів обнародувати мету своїх опитувань, свої джерела фінансування та методики досліджень, щоб кожен екзит-пол був взаємоконтрольований. Консорціум закликав організаторів альтернативних екзит-полів дотримуватися професійних стандартів WAPOR/AAPOR, ESOMAR стосовно проведення екзит-полів та електоральних досліджень.
Остаточні підсумки проведеного екзит-полу в день виборів до Верховної Ради України 30 вересня 2007 року перевершили за своєю передбачуваністю всі сподівання соціологів. Результати голосування, отримані соціологами від виборців на виході з виборчих дільниць, майже повністю збігалися з результатами Центральної виборчої комісії. Похибка вибірки становила усього 0,96 %, тоді як вона, згідно з соціологічними нормами, допускається до 3 % в той чи той бік. Отже, ці результати дали право говорити про те, що дочасні парламентські вибори 2007 року пройшли без суттєвих фальшувань.

### 10-й і 11-й екзит-поли (президентські вибори 2010 року)
Проведені Фондом «Демократичні ініціативи» у 1-му та 2-му турах президентських виборів — 17 січня та 7 лютого 2010 року. Вони були реалізовані Консорціумом «Національний екзит-пол'2010», до якого входили Фонд «Демократичні ініціативи», КМІС та Центр Разумкова.
Фонд «Демократичні ініціативи» звернувся до громадськості, простих громадян, кандидатів у президенти, бізнесменів з тим, щоб вони долучилися своїм благодійним внеском до проведення екит-полу. Реалізація проекту перебувала під контролем міжнародних спостерігачів та наглядової ради, до якої увійшли авторитетні вітчизняні та зарубіжні експерти.
Окрім незалежного екзит-полу, що його провів Консорціум, на президентських виборах-2010, здійснювалось ще три замовних загальноукраїнських екзит-поли. Попри особливості проведення усіх заявлених в Україні екзит-полів, результати виявилися подібними. Лише Національний екзит-пол Фонду «Демократичні ініціативи», Центру Разумкова та КМІС показав менший розрив між лідерами перегонів. Організатори пояснили таку різницю охопленням меншої кількості виборчих дільниць в Україні.
Однією з особливостей «Національного екзит-полу'2010» стало використання «Нових медіа» (прямої трансляції оголошення результатів екзит-полу в мережі YouTube). Крім того, ця інформація була синхронно опублікована українською й англійською мовами на сайтах: exitpoll.org.ua, dif.org.ua, newcitizen.org.ua, поширена за допомогою сервера електронної пошти та соціальних мереж — Twitter, Facebook, Livejournal та Вконтакте.

### 12-й екзит-пол (парламентські вибори 2012 року)
У день виборів до Верховної Ради України 28 жовтня 2012 року консорціум «Національний екзит-пол'2012», до якого входили Фонд «Демократичні ініціативи імені Ілька Кучеріва», КМІС та Центр Разумкова провів свій дванадцятий екзит-пол. Управління проектом, фінансовий і медійний менеджмент екзит-полу здійснював Фонд «Демократичні ініціативи». Опитування виборців проводили КМІС і Центр Разумкова.
Генеральну сукупність екзит-полу становили виборці, які проголосували на виборчих дільницях на території України (крім спеціальних дільниць). Вибірка була репрезентативна для України в цілому. Під час екзит-полу опитали 19600 респондентів на 400 виборчих дільницях. Застосовувалася методика «таємного голосування».
Максимальна відмінність результатів екзит-полу від результатів виборів не перевищила 1,9 % для п'яти партій, які пройшли до парламенту, і не перевершила 0,2 % для решти 16 партій. Загалом це означає, що в «пропорційній» частині виборів (тобто при голосуванні в багатомандатному окрузі) фальсифікацій при підрахунку голосів або не було взагалі, або вони не перевищували 2 %.
Проект екзит-пол, окрім проведення власне екзит-полу у день виборів, містив ще кілька досить серйозних і масштабних програм і заходів, зокрема передвиборчі і післявиборчі опитування, навчання журналістів, експертні опитування, підготовку та вихід у світ книжки про Національний екзит-пол'2012.
Дванадцятий екзит-пол був фінансово підтриманий міжнародними донорами: Міжнародним фондом «Відродження», програмою «Matra» Посольства Королівства Нідерландів в Україні, Національним фондом підтримки демократії (США), PACT, проект UNITER, Європейським Союзом і проходив під контролем міжнародних спостерігачів із «Левада-Центру» (Росія), Інституту публічних справ (Польща), Університету Ессекс (Велика Британія).
Реалізація проекту перебувала під контролем наглядової ради, до якої увійшли лідери громадських організацій, провідні українські журналісти, вітчизняні та зарубіжні експерти. Інформація синхронно оприлюднювалась українською та англійською мовами на сайтах: dif.org.ua, chesno.org, поширювалася за допомогою сервера електронної пошти, а також через соціальні мережі.

### 13-й екзит-пол (президентські вибори 2014 року)
На виборах Президента в 2014 році було проведено «Національний экзит-пол» консорціумом соціологічних компаній (фонд «Демократичні ініціативи ім. І.Кучеріва», Київський міжнародний інститут соціології (КМІС) та Український центр економічних і політичних досліджень ім. О.Разумкова), а також телевізійне опитування. Результати майже збіглися з офіційними даними з різницею в 1 %.

### 14-й екзит-пол (президентські вибори 2019)
Відбулися 31 березня 2019 році. За першими даними, лідерами екзит-пола стали Зеленський Володимир та тодішній Президент України Петро Олексійович Порошенко.